# Бар (село)
Бар — село в Україні, у Львівському районі Львівської області. Населення становить 232 особи. Орган місцевого самоврядування — Городоцька міська рада.
У лютому 1919 року частини Української Галицької Армії під командуванням Карла Гофмана, прорвавши оборону противника і розвиваючи наступ, зайняли населені пункти Поріччя, Долиняни, Вовчухи, Милятин, Бар та Довгомостиська, чим значною мірою спричинилися до успішного завершення першого етапу Вовчухівської операції.

## Населення

### Мова
Розподіл населення за рідною мовою за даними перепису 2001 року:
| Мова       | Кількість | Відсоток |
| ---------- | --------- | -------- |
| українська | 231       | 99.57%   |
| білоруська | 1         | 0.43%    |
| Усього     | 232       | 100%     |